# Peter Allan Hansen
Peter Allan Hansen (* 20. April 1944 in Kopenhagen; † 18. April 2012 in Oxford) war ein dänisch-britischer Klassischer Philologe.

## Leben und Werk
Peter Allan Hansen besuchte das Østre Borgerdyd Gymnasium in Kopenhagen und studierte anschließend Klassische Philologie an der dortigen Universität. Von 1965 bis 1967 studierte er am Brasenose College der University of Oxford, besonders bei der Epigraphikerin Lilian Hamilton Jeffery. Nach seiner Rückkehr nach Kopenhagen absolvierte er 1970 den Magisterabschluss und arbeitete anschließend als Lektor für Epigraphik an der Universität. 1975 kehrte er mit einem Stipendium an das Brasenose College zurück und lebte seitdem in Oxford. 1980 wurde er dort zum D. Phil. promoviert. Seine wissenschaftliche Arbeit finanzierte er auch weiterhin mit Stipendien.
Hansens Forschungsschwerpunkt waren anfangs die griechischen Versinschriften und Epigramme. Er veröffentlichte Studien zu einzelnen Epigrammen, Verzeichnisse des gesamten Bestandes und eine zweibändige Edition der Carmina epigraphica Graeca (1983–1989). Anschließend trat eine andere Aufgabe in den Vordergrund: Hansen erklärte sich bereit, die Ausgabe des griechischen Lexikons des Hesychios von Alexandria fortzusetzen und abzuschließen, die seit Kurt Lattes Tod 1964 brach lag. Mit finanzieller Unterstützung der Carlsberg-Stiftung und der Fritz Thyssen Stiftung (von 1988 bis 2001) arbeitete er an den verbleibenden zwei Bänden, die er 2005 und 2009 veröffentlichte.
Peter Allan Hansen starb nach langer Krankheit am 18. April 2012 in Oxford.

## Schriften (Auswahl)
- List of Greek Verse Inscriptions down to 400 BC. An Analytical Survey. Kopenhagen 1975 (Opuscula Graecolatina. Supplementa Musei Tusculani 3). Nachdruck 1978
- Πλουτάρχου Περὶ τῆς Ἡροδότου κακοηθείας / Plutarchi The Herodoti malignitate. Amsterdam 1977
- Petrus Allanus Hansen: Carmina epigraphica Graeca. Zwei Bände, Berlin/New York 1983–1989 (Texte und Kommentare 12. 15)
  - Carmina epigraphica Graeca saeculorum VIII–V a. Chr. n. Berlin 1983 (CEG 1)
  - Carmina epigraphica Graeca saeculi IV a. Chr. n. Berlin 1989 (CEG 2)
- A List of Greek Verse Inscriptions circa 400–300 BC with Addenda et Corrigenda to CEG (LGVI 2). Kopenhagen 1985 (Opuscula Graecolatina. Supplementa Musei Tusculani 28)
- Hesychii Alexandrini Lexicon. Bd. 3: Π–Σ. de Gruyter, Berlin u. a. 2005 (Sammlung griechischer und lateinischer Grammatiker 11/3)
- mit Ian C. Cunningham: Hesychii Alexandrini Lexicon. Bd. 4: T–Ω. de Gruyter, Berlin u. a. York 2009 (Sammlung griechischer und lateinischer Grammatiker 11/4)